# Église du Saint-Nom-de-Jésus de Wrocław
L'église du Saint-Nom-de-Jésus (ou simplement église des jésuites) est une église catholique de style baroque qui se trouve à Wrocław en Silésie (avant 1945: Breslau). Elle a été construite par les jésuites en 1689-1700. Elle est surtout remarquable par son intérieur.

## Historique

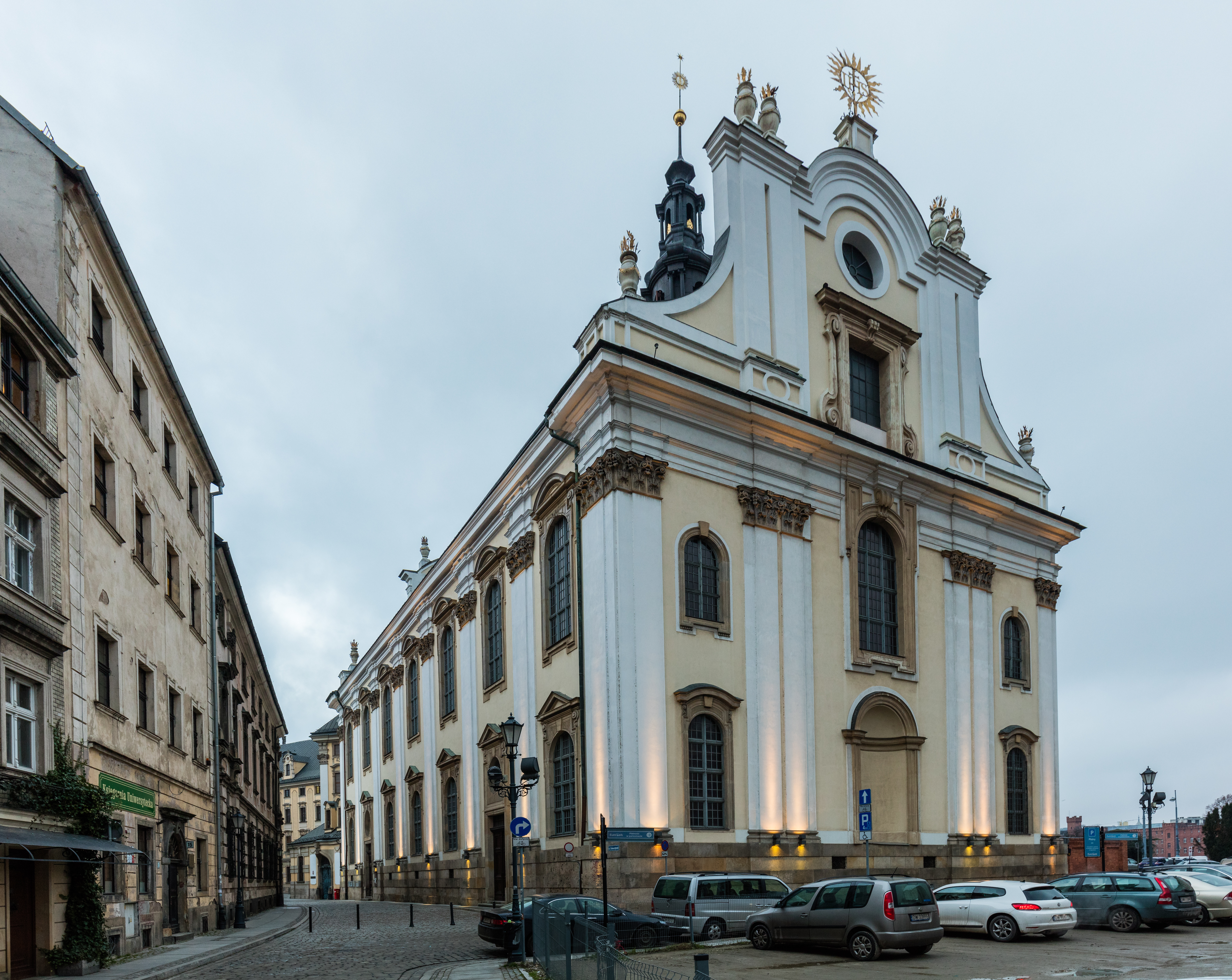
Fronton de l'église, avec monogramme IHS

Les jésuites sont appelés à Breslau (aujourd'hui Wrocław)  en 1659 par Léopold Ier qui leur donne l'emplacement de l'ancien château des Piast pour construire leur collège (devenu aujourd'hui l'université de Wrocław) et leur église. Le projet est confié à l'architecte italien Teodoro Moretti et la construction dirigée par Matthäus Biener (qui meurt en 1692), puis Johann Georg Knoll (de).
L'église est consacrée le 30 juillet 1698 et ouverte au culte, mais les travaux se poursuivent jusqu'en 1700 pour la façade. Johann Michael Rottmayr peint les fresques du plafond de la coupole entre 1703-1706, qui sont un chef-d'œuvre de trompe-l'œil baroque. Les saints magnifiant la gloire de Dieu, et la Compagnie de Jésus y sont représentés, avec même un autoportrait de Rottmayr.

## Intérieur
L'évêque de Breslau, Mgr François-Louis de Palatinat-Neubourg commande à l'architecte jésuite Christoph Tausch d'amplifier les effets rococo de l'intérieur. De 1724 à 1737, celui-ci va ajouter des stucs (réalisés par Ignatius Provisore), pilastres, corniches, et autres ornements. Il dessine les confessionnaux et l'imposante chaire de vérité (1727-1728) et même les chandeliers et les candélabres. Le monumental maître-autel est conçu par Tausch en 1726. Il peint également le tableau d'autel qui représente la circoncision de Jésus (1725). L'autel de la Vierge Marie est aussi de ses mains. La chapelle Saint-François-Xavier est décorée par Franz Joseph Mangoldt, l'auteur de l'Aula Leopoldina du collège, avec un autel de stuc imitant le marbre, et deux bas-reliefs d'albâtre représentant des scènes de la vie du saint missionnaire jésuite. On remarque également une chaire de marbre et de bois et un porteur maure. Johann Albrecht Siegwitz est l'auteur de deux confessionnaux imposants et des statues de saint Ignace de Loyola et de saint François-Xavier.
Le nouvel orgue date de 1926: le facteur en est la Maison Wilhelm Sauer de Francfort-sur-l'Oder.

### Dimensions
- Longueur: 53,2m
- Largeur: 26,2m
- Hauteur: 23,6m

Le collège des jésuites est également reconstruit et baroquisé (1728-1741). Les bâtiments sont occupés par l'université de Wroclaw à partir de 1811.

## Illustrations

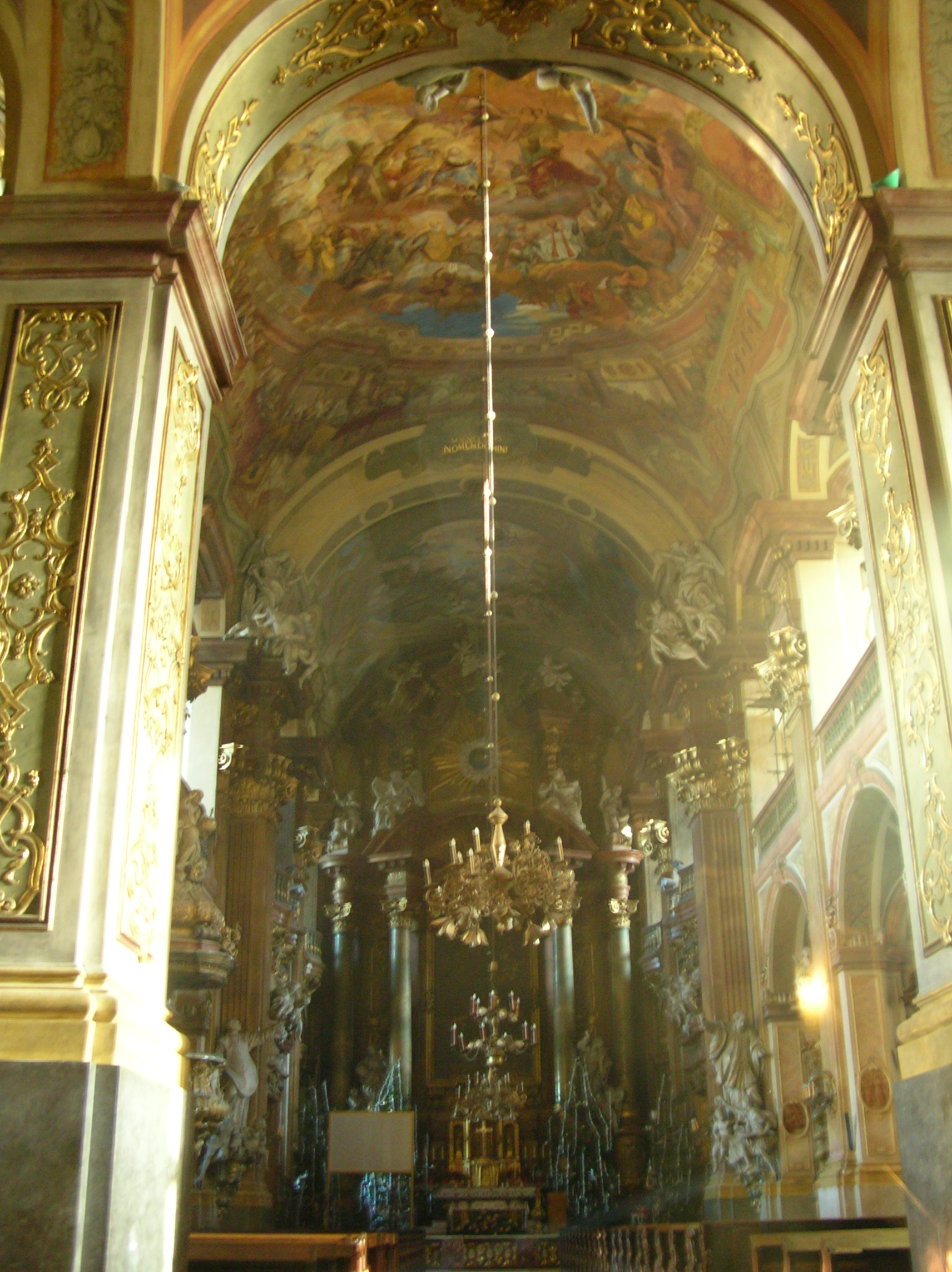
Candélabre devant les fresques de l'intérieur
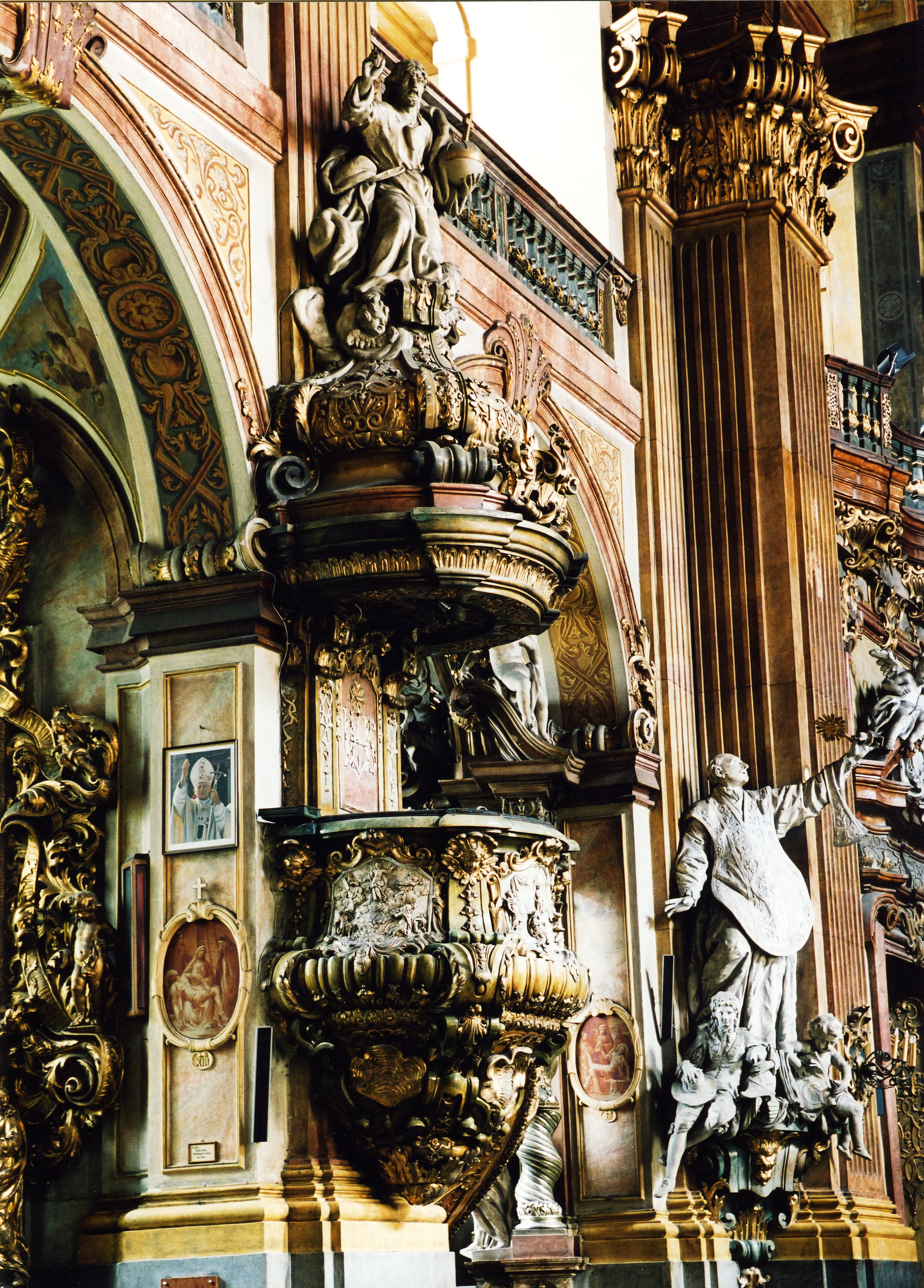
Vue de la chaire
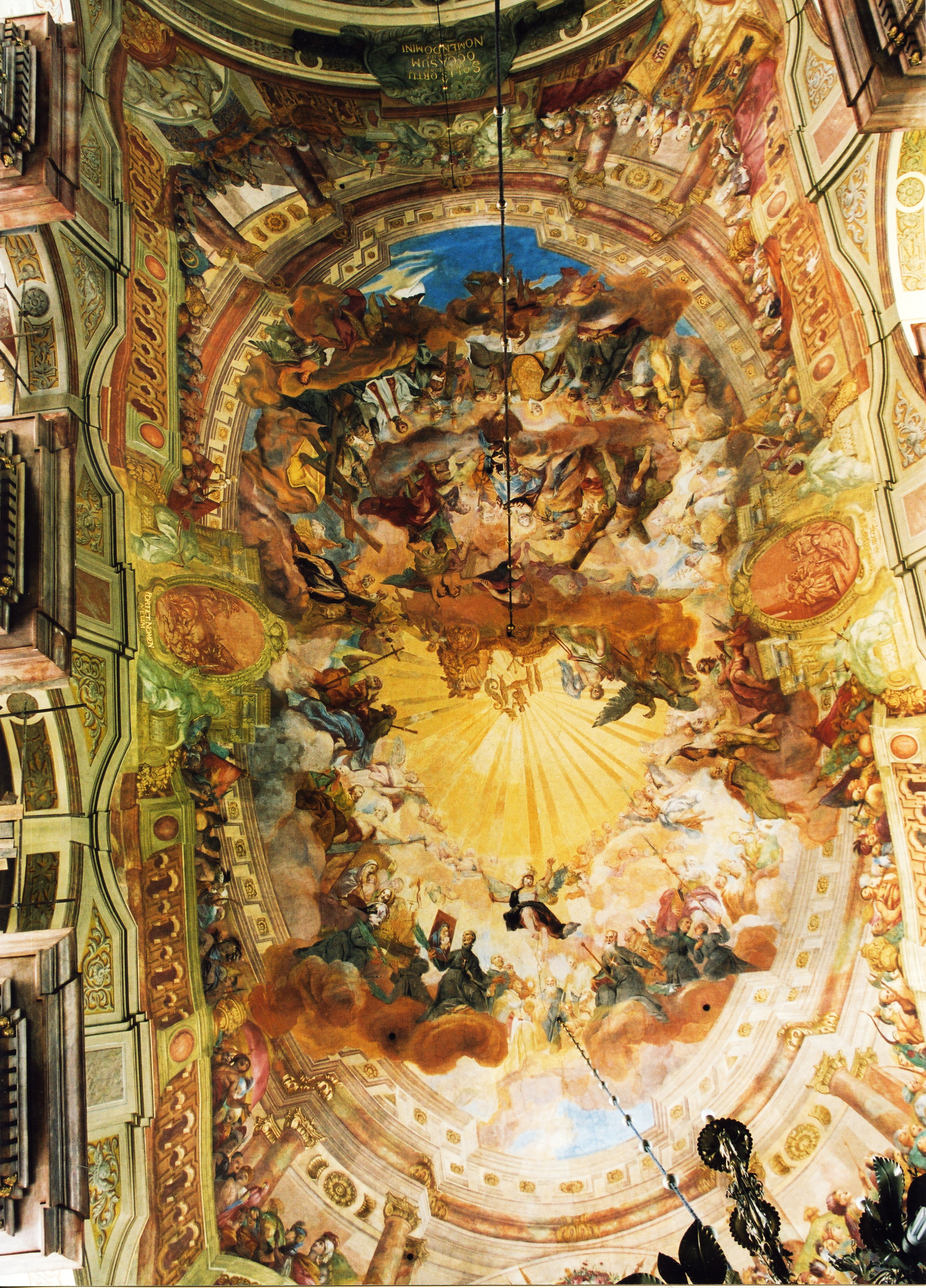
Vue de la fresque du plafond avec le monogramme IHS des jésuites
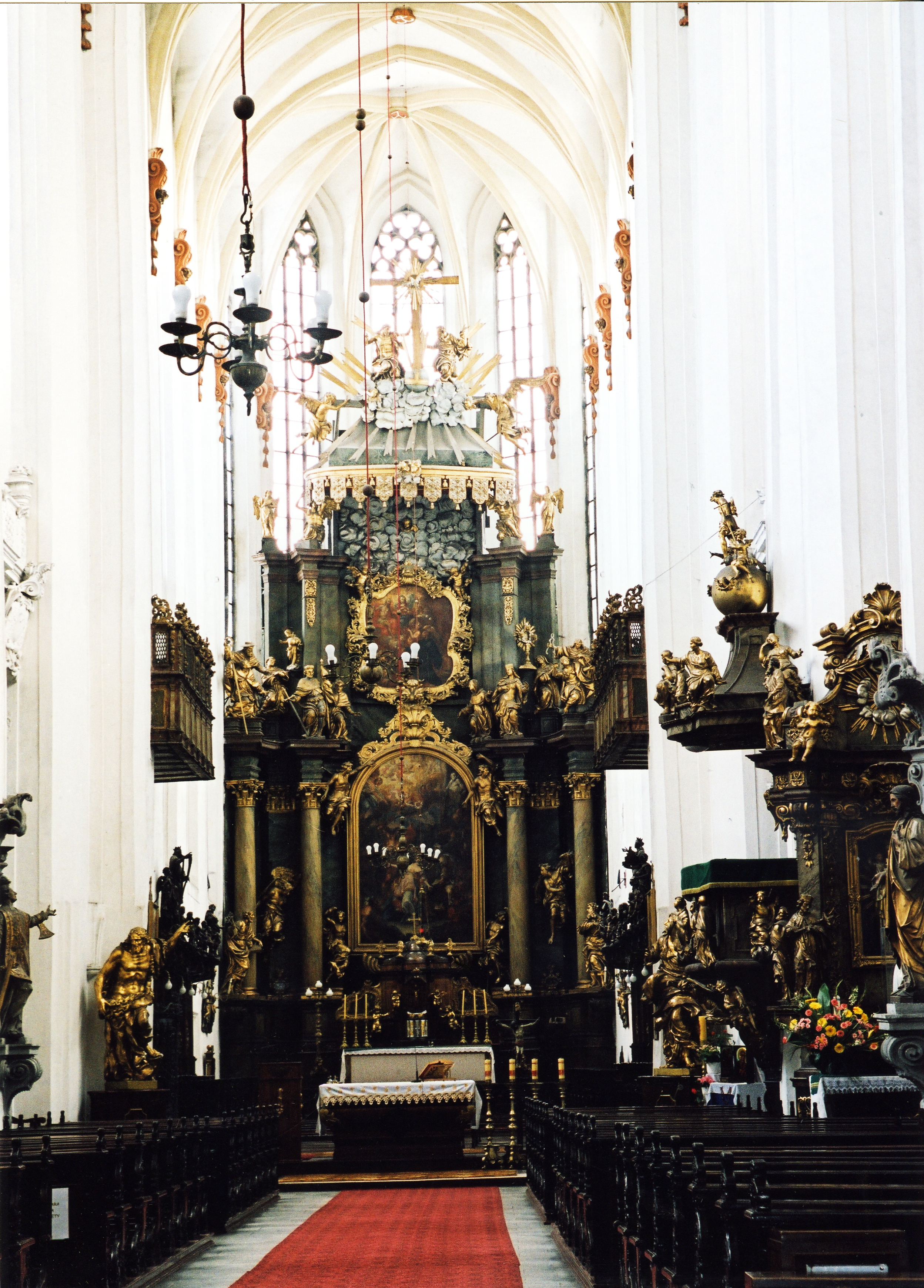
Chapelle Saint-François-Xavier